# Radhanpurs diamanter
|  | Denne artikel er oprettet af botten Steenthbot ud fra en ekstern database. Den kan derfor have sproglige fejl eller mangler. Denne skabelon kan fjernes efter kontrol af indholdet. |

Radhanpurs diamanter er en dansk dokumentarfilm fra 2012 instrueret af Karin Birgitta Malmberg.

## Handling
En film om kvinders liv i Indiens landsbyområder, og om den rige familie, der synes, meningen med livet er at hjælpe andre.